# Christian 4.s krone
Christian IV's krone, skabt til kroningen af Christian IV af Danmark-Norge den 29. august 1596, er den ældste af de to bevarede danske kroner. Kronen er brugt til endnu en kroning, hans søn Frederik III, i 1648.
Kronen er fremstillet af guld, emalje, juveler og perler. Den har en diameter på 25 cm og er 17,8 cm høj. Den vejer 2,835 kg.
Den er sammen med de øvrige danske kronjuveler nu udstillet i Det Kongelige Skatkammer på Rosenborg Slot.